# Roches-lès-Blamont
 Roches-lès-Blamont  es una población y comuna francesa, en la región de Franco Condado, departamento de Doubs, en el distrito de Montbéliard y cantón de Hérimoncourt.

## Demografía
| 287 | 292 | 377 | 493 | 548 | 574 |
| Para los censos de 1962 a 1999 la población legal corresponde a la población sin duplicidades (Fuente: INSEE [Consultar]) |     |     |     |     |     |